# Sidi Tal

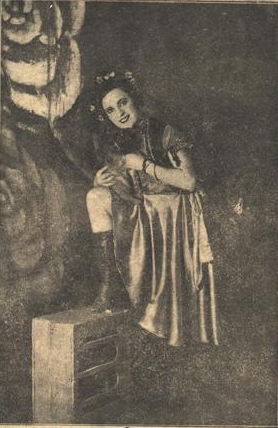
Sidi Thal

Sidi Lwowna Tal (russisch Сиди Львовна Таль; geboren Sorele Birkental, russisch Сореле Биркенталь) oder Sidy Thal (* 8. September 1912 in Czernowitz, Österreich-Ungarn; † 17. August 1983 ebenda) war eine österreichisch-sowjetische Sängerin und Schauspielerin, die in jiddischer Sprache auftrat.

## Leben und Karriere
Tal wurde als Tochter des Bäckermeisters Leo Birkenthal in Czernowitz geboren. Von Kindheit an sang sie in der Synagoge. Ihre Bühnenpremiere hatte sie in ihrer Heimatstadt im Alter von 14 Jahren, später trat sie auch in Bukarest und Iași auf. 1940 zog sie nach Chişinău um, wo sie ein Engagement am Moldauer Jüdischen Theater fand. Während des Zweiten Weltkriegs lebte sie in Taschkent. Seit 1946 wohnte sie wieder in Czernowitz und gehörte zum Ensemble der Philharmonie. Sidi Tal arbeitete bis Ende der 1970er Jahre an der Philharmonie von Czernowitz und sang und spielte komische, dramatische und satirische Szenen, Monologe und Sketche. Sie arbeitete auch mit jungen Schauspielern in der Philharmonie und unterrichtete sie in Bewegung und Inszenierung. Einige ihrer Schüler wurden später zu bedeutenden Interpreten der sowjetischen Volksbühne. Während ihrer Karriere unternahm Sidi Tal mit ihrer Gruppe Tourneen. Zu ihrem Repertoire gehörten Werke von Czernowitzer Autoren wie Elieser Steinbarg und Motl Saktsier. Die Musik zu einigen der von ihr gesungenen Lieder wurde von den Czernowitzer Komponisten Leibu Levin und Leonid Zatulovskiy geschrieben. Sidi Thals Karriere wurde durch ihren Ehemann Pinkus Falik (1909–1985), zugleich ein Produzent von Gery Scott, sehr stark unterstützt. Er organisierte ihre internationalen Gastspiele. Beide entdeckten und förderten zahlreiche Talente der ukrainischen Musik wie die Popsängerin Sofija Rotaru oder Nazarij Jaremtschuk.

## Zwischenfall in Temeswar und Flucht vor Antisemitismus
Am 26. November 1938 hatten Nationalisten der Eisernen Garde während der Gastvorstellung der Operette Der Verlassene und die Baronin im Deutschen Staatstheater Temeswar einen Anschlag verübt, wobei zwei Granaten während der Vorstellung im Theaterraum zündeten. Laut Zeitungsmeldung kamen dabei vier Menschen ums Leben, Dutzende wurden verletzt. Sidy Thal selbst kam mit dem Schrecken davon.  Unmittelbar nach dem Angriff blockierten die Polizei und der Geheimdienst jeglichen Zugang zur Stadt sowie sämtliche Telefonverbindungen. Die Berichterstattung über den Vorfall wurde durch Zensur unterdrückt, sodass kein Artikel in der nationalen Presse erschien, nur in einigen ausländischen Zeitungen (Le Temps, Neues Wiener Tagblatt) gab es Artikel auf der Grundlage von Gerüchten. Die Beerdigungen der Opfer Barthold Eckstein, Serena Hirsch, Izidor Segal und Simon Hirsch erfolgten am 28. und 30. November 1938 unter Aufsicht der des Geheimdienstes, der unter anderem sicherstellte, dass während der Zeremonie keine Anspielungen auf das politische Motiv gemacht wurden. Der Täter Ferdinand Ghedeon konnte schnell identifiziert werden, ebenso wie seine drei Komplizen. Ghedeon wurde an die örtliche Staatsanwaltschaft verwiesen, doch sein Schicksal ist unbekannt. Seine Komplizen wurden am 13. Februar 1939 auf der Flucht in Huedin erschossen. Der Angriff war Teil einer Welle von antisemitisch motivierter Gewalt und gewaltsamer Unterdrückung der Legionäre der Eisernen Garde. Von da war Sidi Tal auf der Flucht: zunächst in Czernowitz; dann nach der Ankunft der Sowjetarmee im Jahr 1940 in Chișinău; 1941, mitten im Krieg, allein mit ihrem Ehemann in Taschkent.

## Rezeption
2023 plant das Deutsche Staatstheater Temeswar in Gedenken an den 85. Jahrestags des Anschlags die Aufführung des Theaterstücks SIDY THAL – a schtikl von Thomas Perle, das sich mit den Ereignissen auseinandersetzt.

## Theaterauftritte (Auswahl)
- A harz vus Benkt
- Tipke-Faier
- Bar-Mitzva
- Der Kindischer Seihl
- Urke Nahalnik
- A Komediantin
- Umbra galbenă
- Teatrul în flăcări
- Comoara von Scholem Alejchem

## Filmografie
- 1958: Das Mädchen mit der Gitarre (Девушка с гитарой), Regie: Alexander Michailowitsch Fainzimmer